# 順妃盧氏
順妃 盧氏（순비 노씨，？—1394年），交河郡（今慶山市）人 ，是昌城君盧稹之女，高麗恭讓王王妃。
恭讓王元年（1389年）十一月，立爲順妃，開府懿德，置僚屬。恭讓王三年（1391年）三月，都評議使司上奏：“殿下受命中興，以正大位，奉承宗廟社稷之祀。中宮所以助祭祀，東宮所以重國本，宜令有司，擧行冊禮，以正名號。”又請“追贈王大妃、國大妃、中宮，三代祖考，以彰孝理。”恭讓王听從。七月，追謚順妃三代。八月，授妃竹冊、金印。順妃生世子王奭、肅寧宮主、貞信宮主、敬和宮主。高丽灭亡后，他和丈夫被流放，1394年，他和丈夫一起被李成桂所殺害，一说和恭让王一起跳楼自杀。

## 家族
- 父：昌城君盧稹
- 夫：恭讓王
- 子女：定城君王奭、肅寧宮主、貞信宮主（朝鲜语：정신궁주）、敬和宮主（朝鲜语：경화궁주）